# Luofang (köpinghuvudort i Kina, Jiangxi Sheng, lat 27,85, long 115,11)
Luofang är en köpinghuvudort i Kina. Den ligger i provinsen Jiangxi, i den sydöstra delen av landet, omkring 120 kilometer sydväst om provinshuvudstaden Nanchang. Antalet invånare är 48 313. Befolkningen består av 23 355 kvinnor och 24 958 män. Barn under 15 år utgör 21,0 %, vuxna 15-64 år 67 %, och äldre över 65 år 11,0 %.
Runt Luofang är det tätbefolkat, med 442 invånare per kvadratkilometer. Närmaste större samhälle är Yushuiqu, 18,0 km väster om Luofang. Trakten runt Luofang består till största delen av jordbruksmark.
Genomsnittlig årsnederbörd är 2 066 millimeter. Den regnigaste månaden är juni, med i genomsnitt 330 mm nederbörd, och den torraste är oktober, med 24 mm nederbörd.